# 吕伯
吕伯是德国莱茵兰-普法尔茨州的一个市镇。总面积5.61平方公里，总人口856人，其中男性414人，女性442人（2011年12月31日），人口密度153人/平方公里。